# Алёшин, Григорий Иванович
Григорий Иванович Алёшин (1898 — 1982, Донецк) — советский инженер, лауреат Сталинской премии (1949).

## Биография
До войны работал на Горловском машиностроительном заводе имени С. М. Кирова, вместе с ним в 1941 году эвакуировался в Копейск.
В 1943—1949 годах — инструктор по внедрению горных машин на шахтах Копейского машиностроительного завода. Принимал участие в испытаниях мощной врубовой машины КМП в разных угольных бассейнах и её доработке.
Горный директор административной службы III ранга (1947).
В 1949—1969 годах — начальник службы по организации выставок по угольной тематике в Центральном доме технической информации (Донецк).
С 1969 года на пенсии.
Умер в Донецке в 1982 году.

## Признание
- Сталинская премия третьей степени (1949) — за разработку и внедрение в угольную промышленность мощных врубовых машин
- орден Ленина (1948).